# Christian Wilhelmsson
Christian Ulf Wilhelmsson (* 8. prosince 1979, Malmö, Švédsko) je bývalý švédský fotbalový záložník a reprezentant. Fotbalový světoběžník, ve své kariéře hrál mimo rodného Švédska v Anglii, Belgii, Norsku, Francii, Itálii, Španělsku, Saúdské Arábii, Kataru, USA a Spojených arabských emirátech.

## Reprezentační kariéra
V A-mužstvu Švédska debutoval 31. ledna 2001 ve Växjö na turnaji Nordic Football Championship proti týmu Faerských ostrovů (remíza 0:0).

Zúčastnil se Mistrovství světa 2006 v Německu, EURA 2004 v Portugalsku, EURA 2008 v Rakousku a Švýcarsku a EURA 2012 v Polsku a na Ukrajině.
Celkem odehrál v letech 2001–2012 za švédský národní tým 79 zápasů a vstřelil 9 gólů.